# 杰克·李特
傑克·李特（英語：John N. (Jack) Little）軟體公司邁斯沃克CEO兼主席。與克里夫·莫勒爾參與MATLAB早期版本的創作。

## 簡介
他是IEEE獲獎者，馬賽諸塞州技術理事會理事。 1978年他獲取麻省理工學院電氣工程學士學位，1980年獲取史丹佛大學碩士學位。 他是學者John D. C. Little的兒子。

## 外部連結
- 杰克·李特的biography on mathworks.com. （页面存档备份，存于）